# Діст (футбольний клуб)
Koninklijk футбольний клуб «Діст» (нід. Koninklijke Football Club Diest) — бельгійський футбольний клуб з однойменного міста, заснований у 1909 році. Виступає в Аматорській лізі. Домашні матчі приймає на стадіоні «Де Варанд», місткістю 8 000 глядачів.

## Досягнення
- Кубок Бельгії
  - Фіналіст: 1964.